# Diolkos

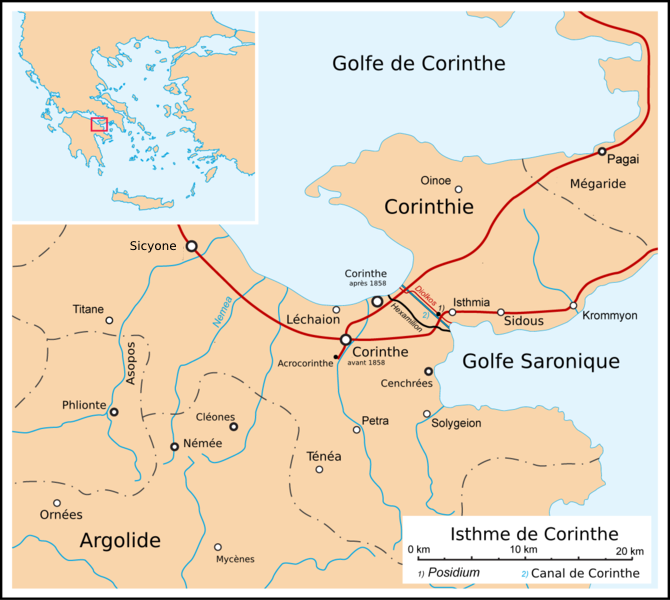
Situation du diolkos sur l'isthme de Corinthe.

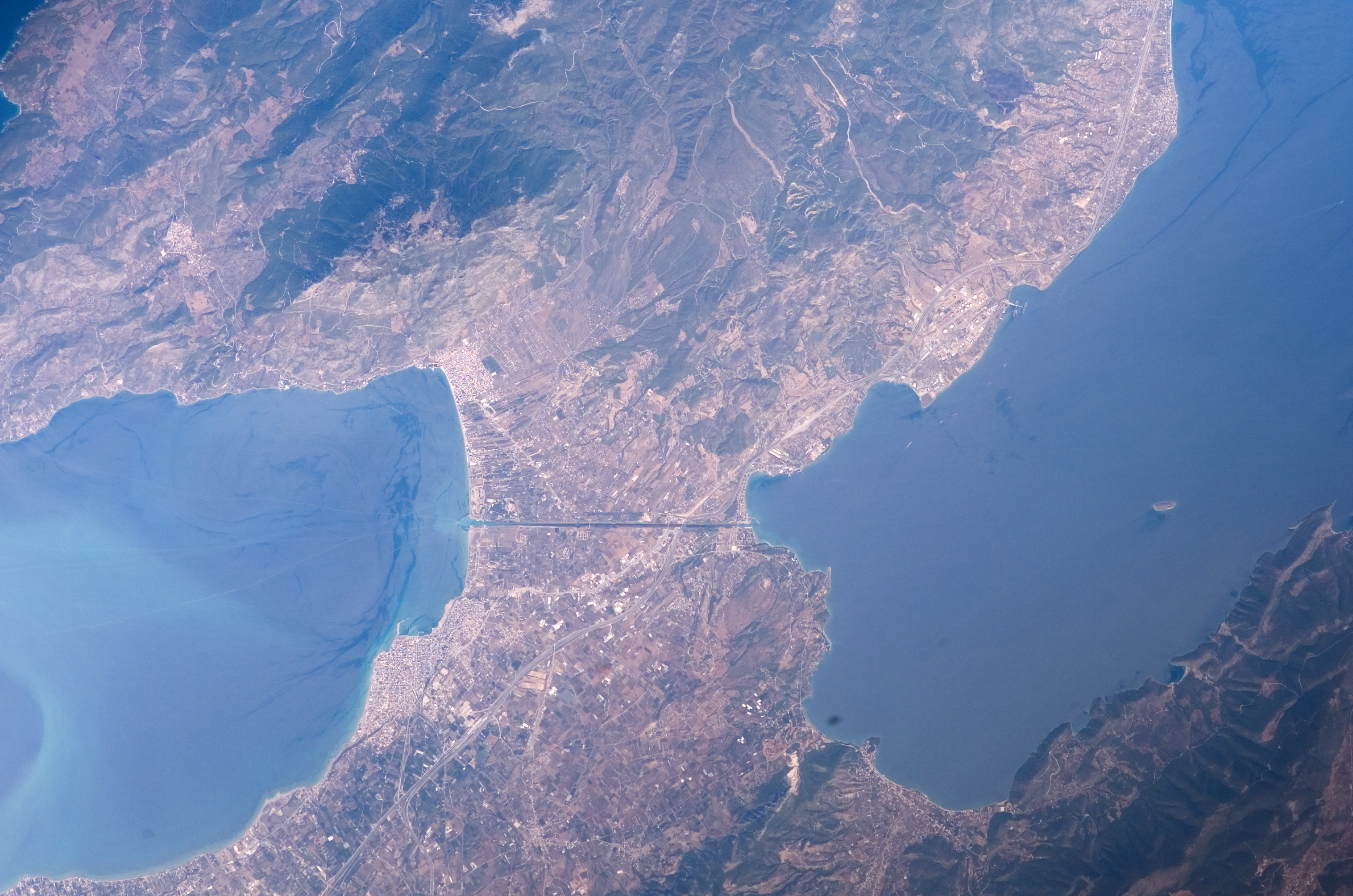
L'isthme et le canal de Corinthe. Le diolkos longeait le canal.

Le diolkos ou diolcos, du grec δίολκος, de διά (dia) « à travers » et ὁλκός (holkós) « portage », est un portage, un chemin guidé dallé, grâce auquel des navires pouvaient traverser l'isthme de Corinthe par voie terrestre. La chaussée, qui devait s'étendre sur 6 à 8 kilomètres, comportait une sorte de rail rudimentaire. Il fut exploité de 600 av. J.-C. environ jusqu'au Ier siècle apr. J.-C.,,,,.

## Fonction
Le diolkos évitait aux navires qui devaient se rendre de la mer Ionienne à la mer Égée un dangereux périple autour de la péninsule du Péloponnèse, dont les trois caps ont une réputation de coups de vent, en particulier le cap Ténare, appelé aussi cap Matapan, au sud, et le cap Malée, au sud-est,,. Le golfe de Corinthe et le golfe Saronique ont, quant à eux, des eaux relativement calmes. Le passage terrestre de l'isthme, une bande de terre de 6,4 kilomètres de large à son point le plus étroit, offrait de plus une route beaucoup plus courte vers Athènes pour les navires à voile depuis la côte ionienne.

## Histoire
La littérature ancienne est muette sur la date de construction du diolkos. Pour Thucydide (460-395 av. J.-C.), le diolkos semble chose déjà ancienne. Les inscriptions et la céramique trouvées sur le site indiquent une date de construction et d'exploitation remontant au moins à la fin du VIIe -début du VIe siècle av. J.-C., époque où Périandre dirigeait Corinthe,,,,. Le diolkos serait resté en service de manière régulière au moins jusqu'au milieu du Ier siècle apr. J.-C., après quoi on ne dispose plus de références écrites.  Il est possible que le chemin ait été mis hors d'usage par la tentative avortée de Néron de creusement d'un canal, en 67,. Des transports de vaisseaux de guerre à travers l'isthme, beaucoup plus tardifs, de la fin du IXe au milieu du XIIe siècle,, ne semblent pas pouvoir être rattachés au diolkos, après un tel écart dans le temps,
.

### Intérêt stratégique
Le diolkos a joué un rôle important dans la guerre navale. Les historiens grecs l'évoquent à plusieurs reprises, entre les Ve et Ier siècles av. J.-C., lorsque des vaisseaux de guerre ont été transportés à travers l'isthme de manière à accélérer une opération navale,,. En 428 av. J.-C., les Spartiates avaient prévu de transporter leurs navires vers le golfe Saronique par le diolkos afin de menacer Athènes, et plus tard lors de la guerre du Péloponnèse, ils transportèrent toute une escadre sur le diolkos pour atteindre plus rapidement un théâtre d'opérations au large de Chios (411 av. J.-C.). En 220 av. J.-C., Démétrios de Pharos fit haler par ses hommes une flotte d'une cinquantaine de navires à travers l'isthme vers le golfe de Corinthe. Trois ans plus tard, une flotte macédonienne de 38 navires y fut hissée par Philippe V, tandis que ses plus grands vaisseaux contournaient le cap Malée. Après sa victoire à Actium, en -31, Octave fit route aussi vite que possible contre Marc Antoine en ordonnant de faire passer à travers l'isthme une partie de ses 260 liburnes. En l'an 868 de notre ère enfin, l'amiral byzantin Nicétas Oryphas fit haler toute sa flotte de cent dromons à travers l'isthme pour une opération rapidement exécutée, mais probablement par un chemin autre que l'ancien diolkos,.

### Usage commercial

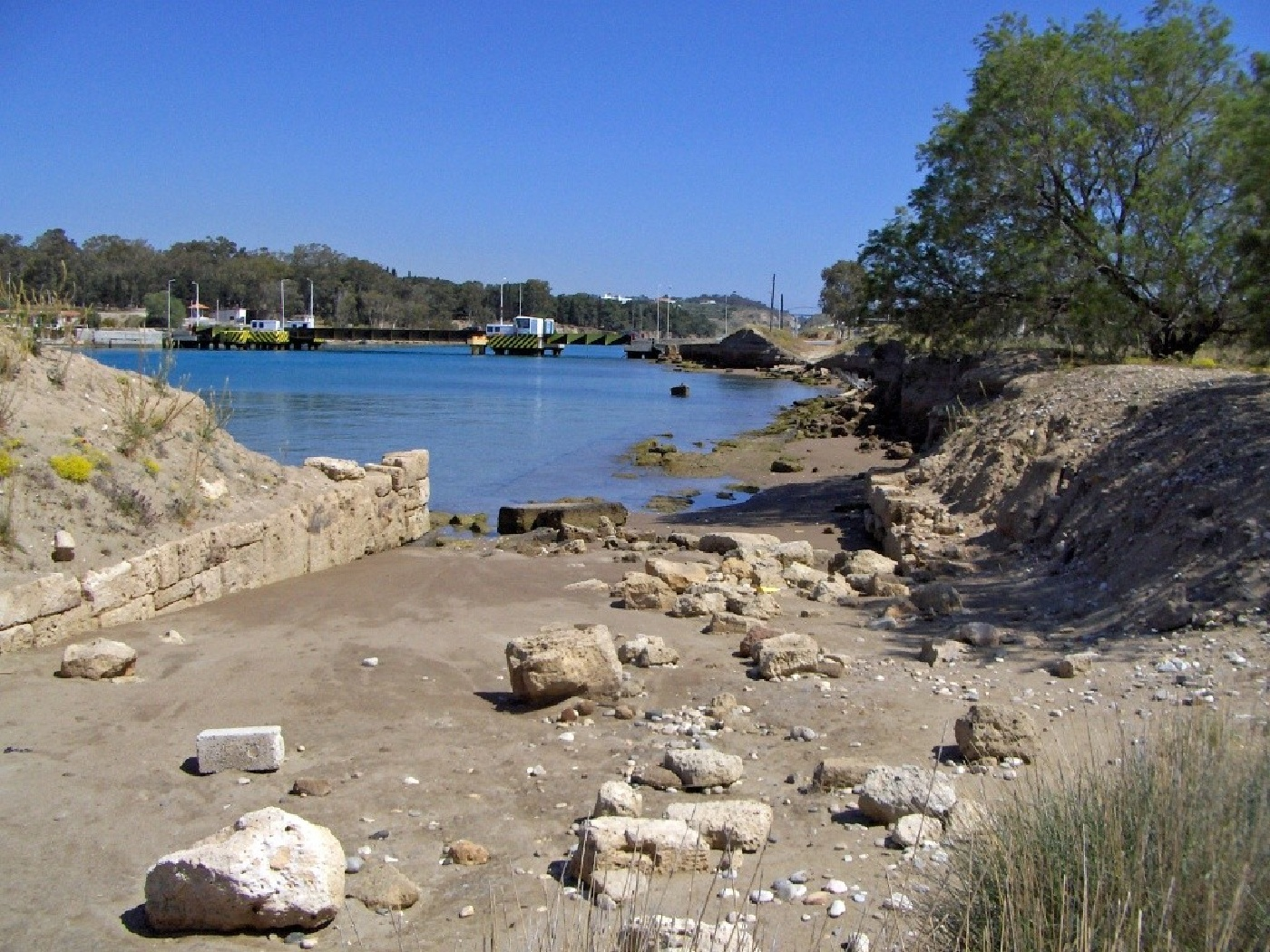
Quai d'amarrage du diolkos, côté ouest.

Malgré les mentions fréquentes du diolkos dans le cadre d'opérations militaires, les historiens modernes reconnaissent que le rôle principal de ce chemin a dû être le transport de marchandises, compte tenu du fait que les navires de guerre n'ont pu en avoir usage très souvent, et que l'historiographie ancienne a toujours été plus intéressée par les récits de guerres que par des exposés sur des activités commerciales,,,,. Pline et Strabon décrivent le diolkos en temps de paix comme assurant un service régulier de transport de marchandises. Coïncidant avec la montée de l'architecture monumentale en Grèce, la construction du diolkos a pu servir en particulier pour le transport d'est en ouest de matériaux lourds, comme le marbre, le bois de construction et divers monolithes,,. On ne sait pas quels bénéfices Corinthe a pu tirer des droits de péage liés au diolkos, qui se trouvait sur son territoire, mais le fait que le chemin ait été utilisé et entretenu longtemps après sa construction indique qu'il est resté pour les navires marchands une alternative attrayante à la route maritime contournant le Péloponnèse pendant une bonne partie de l'Antiquité.

## Structure

### Trajet visible et hypothèses

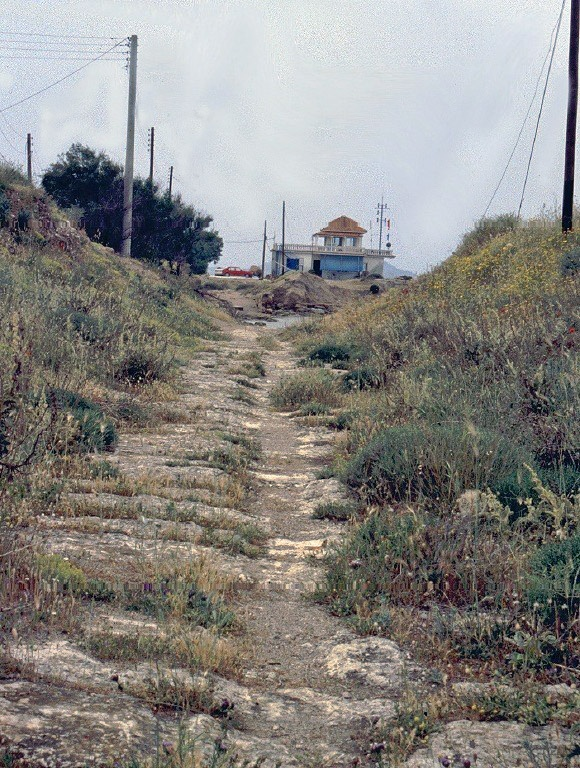
Aspect du diolkos, extrémité ouest, au sud du canal. Cette section laisse apparaître une rainure très usée.

Le diolkos traverse l'isthme en sa partie la plus étroite. Le cheminement suit la topographie locale en décrivant un tracé en courbe afin d'éviter les pentes trop raides. La route atteint une crête de 79 mètres de hauteur, avec une pente moyenne de 1,5 %, certaines sections atteignant des pentes de 6-7 %. La longueur totale du diolkos est estimée à 8 kilomètres ou 8,5 kilomètres  selon le nombre de virages estimé et pris en compte. Le tracé archéologiquement reconnu atteint une longueur totale de 1 100 mètres : la section la plus longue est bien visible à l'extrémité ouest, près du golfe de Corinthe où le diolkos commence par un quai d'amarrage bien conservé sur la rive sud du canal, puis il longe la voie navigable sur quelques centaines de mètres, après quoi il décrit un virage vers le nord et est coupé par le canal. De là, le diolkos devient difficile à suivre : il longe la rive nord du canal sur une certaine distance, puis suivait probablement le cours actuel du canal en ligne droite ou bien s'inscrivait vers le sud en un large arc de cercle,. La route s'achevait sur le golfe Saronique près d'un village appelé Schoinous (aujourd'hui Kalamaki), décrit par Strabon comme l'extrémité est du diolkos. Certaines sections du diolkos ont été détruites par la construction du canal, à la fin du XIXe siècle, ou par d'autres installations plus récentes.

### Technique des transports

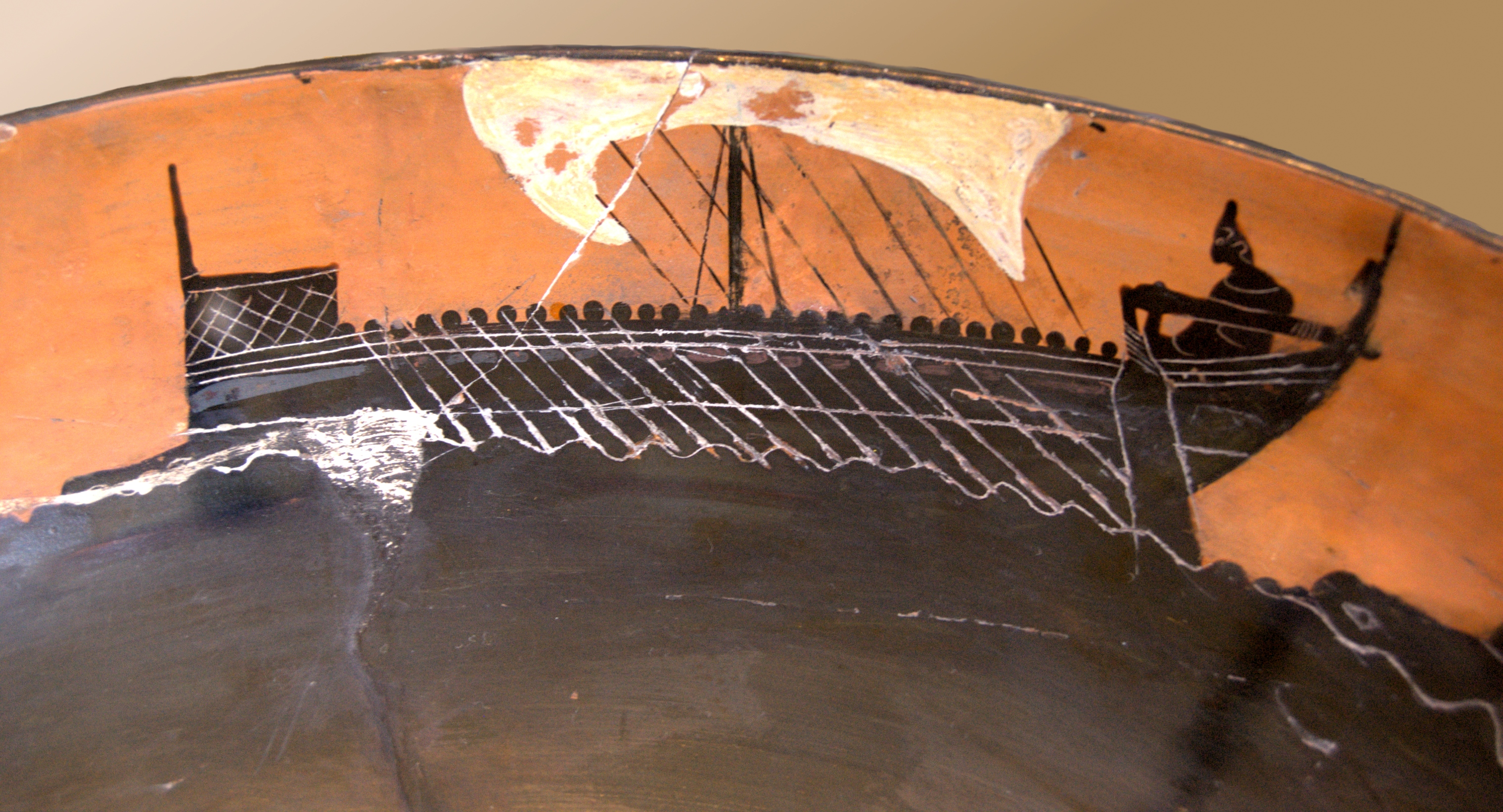
Vaisseau de guerre, sur une coupe attique à figures noires du Groupe de Léagros (vers 520 av. J.-C.) provenant de Cerveteri.

Le diolkos est un chemin dallé de pôros, calcaire dur, pourvu de deux rainures parallèles distantes d'environ 1,6 mètre, la chaussée ayant elle-même entre 3,4 mètres et 6 mètres de largeur. Les sources antiques sont peu disertes sur la façon dont les navires étaient transportés à travers l'isthme, mais le processus a pu être en grande partie reconstitué par les preuves archéologiques. Les traces indiquent que le transport sur le diolkos était effectué sur des bers roulants,,,. Selon la charge, navires et cargaisons pouvaient être transportés ensemble ou séparément sur des véhicules distincts ; quand les navires chargés n'étaient pas eux-mêmes transportés, la cargaison était transbordée et rechargée sur un autre navire de l'autre côté de l'isthme,. On suppose que les embarcations prises en charge étaient davantage des vaisseaux de guerre que des navires marchands,, mais une analyse technique a montré que le transport de trières atteignant 25 tonnes, 35 mètres de longueur, 5 mètres de largeur, était possible, bien que difficile. Pour prévenir les dommages sur la coque au cours du transport, on avait probablement recours aux hypozomata, liens de cordes épaisses disposés de la proue à la poupe de manière à réduire les risques de rupture et de déformation de la coque. Les navires et les marchandises étaient probablement tirés par des hommes et des bêtes de somme à l'aide de cordes, poulies et peut-être aussi de mécanismes mûs par des cabestans.

### Un ancêtre des voies ferrées
Selon l'historien des sciences britannique M.J.T. Lewis, le diolkos est une voie guidée, dans le sens qu'elle présente un dispositif conçu de sorte que les véhicules y circulant ne puissent en aucun cas quitter la piste. Compte tenu du fait que celle-ci s'étendait sur une longueur de 6 à 8,5 km,,, assurant un service public régulier à péage pendant au moins six siècles et demi,,,,, elle constitue même, selon les termes de cet historien, une première forme de compagnie publique de « chemins de fer » avant l'heure, dont le gabarit des véhicules, au vu de l'écartement des rails de 1,6 mètre, n'est pas très éloigné des normes modernes. 
Toutefois, un examen archéologique attentif de la piste donne une image plus nuancée. Si l'on s'accorde à penser que les rainures dans la partie orientale ont été creusées délibérément dans les dalles de pierre pour guider les roues des chariots,,, ceux de la section ouest sont interprétés par certains auteurs comme l'effet de l'usure, ou même n'apparaissent pas à tous,. D'autre part, les creusements nets de ce tronçon de la voie peuvent aussi bien être les indices d'un aménagement délibéré de la piste. Les divers aspects et profils des rainures peuvent également être expliqués par le temps de fonctionnement du dispositif, au cours duquel les modifications et réparations doivent avoir sensiblement changé l'apparence générale du diolkos.

### Fouilles et études modernes

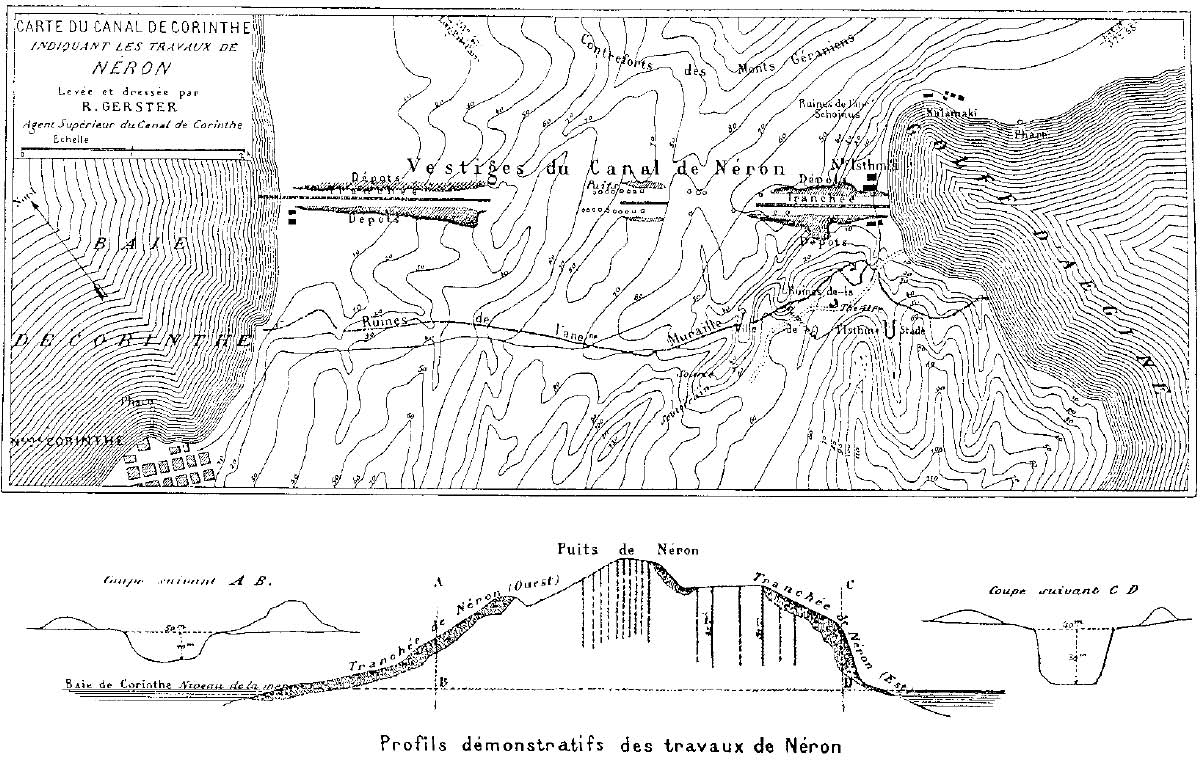
Vestiges du canal de Néron, relevé de l'ingénieur Béla Gerster, vers 1880, avant la construction du canal moderne.

L'ingénieur en chef du canal de Corinthe Béla Gerster a mené des recherches extensives sur la topographie de l'isthme à la fin du XIXe siècle, mais n'a pas découvert le diolkos. Les vestiges de cette voie de transport intermaritime ont probablement été identifiés pour la première fois par l'archéologue allemand Lolling, dans le « Baedecker », (guide Griechenland de Karl Baedeker), édition 1883. En 1913, J.G. Frazer mentionne dans son commentaire sur Pausanias les traces de l'ancienne piste à travers l'isthme, tandis que le quai d'embarquement, à l'ouest, a été découvert par Fowler en 1932. 
Des fouilles systématiques ont finalement été entreprises de 1956 à 1962 par l'archéologue grec Nikolaos Verdelis qui a découvert un tronçon plus ou moins continu de 800 mètres et des vestiges du tracé sur 1 100 mètres au total. Les rapports de fouilles de Verdelis continuent à servir de base pour les interprétations modernes, mais sa disparition prématurée a empêché d'en achever la publication, laissant de nombreuses questions ouvertes concernant la nature exacte de la structure,. D'autres recherches menées sur place, destinées à compléter le travail de Verdelis, ont été publiées plus tard par Georges Raepsaet et Walter Werner,.

### Conservation menacée
On constate aujourd'hui l'érosion et les dommages causés par les mouvements des navires qui franchissent le canal à proximité immédiate, détruisant des portions considérables du diolkos, en particulier à son extrémité ouest. Une pétition a été lancée pour la sauvegarde et la restauration du site archéologique auprès du ministère grec de la Culture, auquel on reproche son inaction en la matière.